# Старая Сахча
Старая Сахча — село в Мелекесском районе Ульяновской области России. Административный центр сельского поселения Старосахчинское.

## География
Стоит по обоим берегам реки Сахча, к югу от лесного массива Сахчинский лес, примерно в 32 км к северо-востоку от Димитровграда и в 100 км к востоку от Ульяновска.

## Название
Первоначально селение существовало, как сторожа, сторожевое укрепление, на что и указывает топоним. Сравните татарское сахчы (сахчи) — «сторож, часовой, постовой, караульщик, сторожевой»; чувашское — сыхлакан — «страж»; монгольское сохи — «стеречь, сторожить». Речка Сахча поименована по селу.

## История
Село возникло в 1652 году, как сторожевой пост на Закамской засечной черте.
Крестьянские войны под предводительством Емельяна Пугачёва не прошли бесследно для села. Пугачёвцы появились в Сахче, Письмире в ноябре 1773 года. Они собирали фураж и другое продовольствие для главной армии под Оренбургом. В феврале 1774 года царские войска жестоко истребили восставших. Село Новый Письмирь было сожжено за участие в пугачевском бунте.
В 1780 году, при создании Симбирского наместничества, деревня Сахча Сюлча тож, крещеных чуваш, вошла в состав Ставропольского уезда.
1795 год: 179 дворов, 1154 жителя;
С 1796 года — в Симбирской губернии.
1886 год: первая общественно-земская школа на 20-25 человек.
На 1900 году в селе жило 1814 чел., имелось: часовня, земская школа, школа грамоты, 2 водяные мельницы и 1 ветр. мельница, 1 маслобойня и 2 дегтярных завода.
В 1904 году на средства прихожан была построена деревянная Николаевская церковь.
В 1918 году создан сельский Совет.
С апреля 1919 года село Старая Сахча административно стало относиться к Мелекесскому уезду Самарской губернии, а 6 января 1926 года Самарским губисполкомом было принято постановление о присоединении Мелекесского уезда к Ульяновской губернии.
В 1921 год: засуха, голод.
1929 год: образован колхоз имени 3 Интернационала и имени Сталина. Жители, которые не вступили в колхоз, работали в деревообрабатывающей артели имени Коминтерна и в лесничестве.
1932 год: открыта школа крестьянской молодёжи 600 учащихся; с церкви сброшены колокола, а с 1943 г. в здании церкви располагался спиртзавод.
С 1935 года село Старая Сахча стало относиться к Малокандалинскому району.
В Великую Отечественную войну более 600 человек ушли на фронт, погибло 210 старосахчинцев.
В 1944 году село Старая Сахча было включено в состав Тиинского района.
В 1950 году к колхозу имени 3-го Интернационала присоединились колхозы «Решительный» (Новая Сахча), «Лесной» (Потламка).
1956 год: создан промбыткомбинат, в который вошли артель имени Коминтерна, артель общества слепых. Здесь занимались лесозаготовками, лесопилением, валянием валенок, изготовлением бочек и кадушек, дровней, колес для пулемёта «Максим», прикладов для автоматов ППШ, изготовлением кулей.
В 1959 году в селе было 2387 жителей, в 1979 году здесь 1545 жителей.
В 1980 году была построена школа на 600 мест, а в 1989 году здесь был построен дом культуры.
В 1992 году произошла реорганизация колхоза имени 3-го Интернационала, его переименовали в СПК «Сахча».
В 2005 году село Старая Сахча стало административным центром сельского поселения Старосахчинское.

## Население
| 1859 | 1889  | 1897  | 1910  | 2010 |
| ---- | ----- | ----- | ----- | ---- |
| 950  | ↗1355 | ↗1815 | ↗2215 | ↘939 |

## Известные уроженцы, жители
- С 1942 по 1944 годы в сельской участковой больницы села Старая Сахча работала главным врачом Вера Васильевна Лаврова (1915—2000) — советский врач-хирург. Герой Социалистического Труда (1969).
- Маркелов, Владимир Андреевич (1925—2009) — полковник Советской Армии, участник Великой Отечественной войны, Герой Советского Союза (1944). В 2010 году в с. Старая Сахча открыт бюст Герою Советского Союза Маркелову В. А., средняя школа носит имя героя. В музее школы бережно хранятся экспонаты, которые подарил школе Маркелов В. А.

## Транспорт
Через село проходит региональная автодорога 73Р-240 (часть маршрута Казань — Самара).

## Достопримечательности
- Новочеремшанский заказник — ООПТ[12]